# Нюхальна сіль

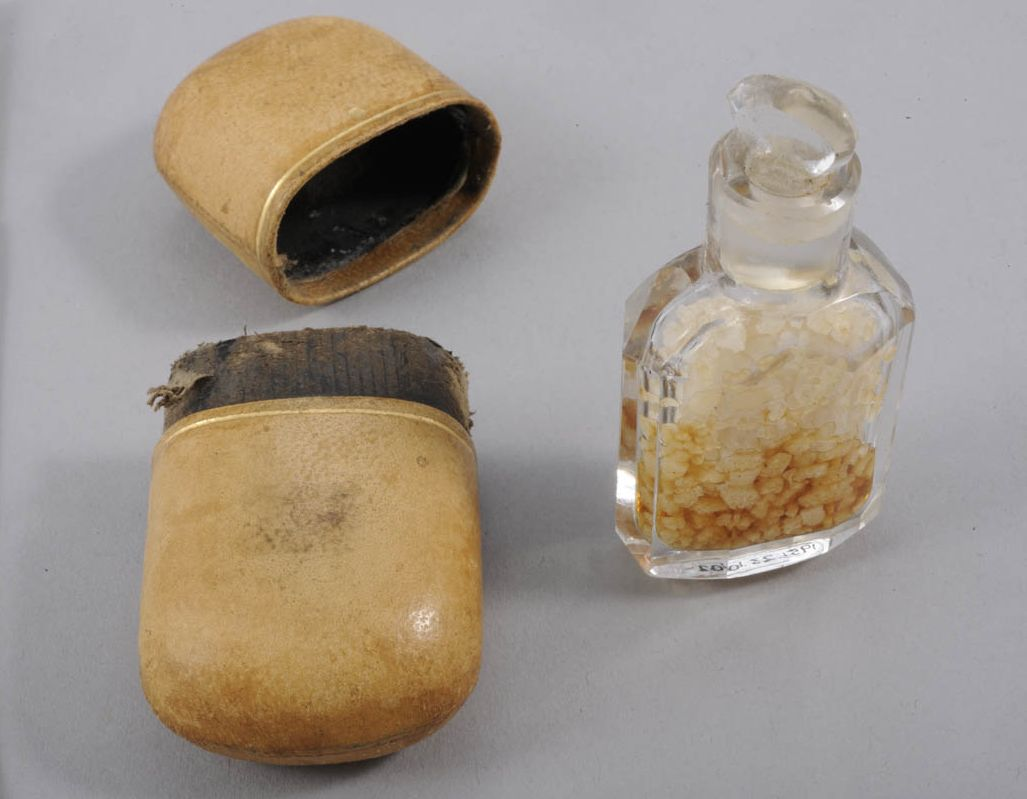
Флакончик з нюхальною сіллю і шкіряний футляр для нього. Франція, XVIII ст.

Ню́́хальна сіль — лікарська форма для вдихання летких лікарських речовин. Уживається у деяких країнах при непритомності й сп'янінні.

## Історія
Нюхальні солі уживали ще давні римляни: Пліній Старший згадує їх як «аміачну сіль» (Hammoniacus sal). Існують свідоцтва уживання алхіміками sal ammoniac, тобто нашатиру. У XVII ст. з'явилася інша назва нюхальної солі — «сіль оленячих рогів» — через те, що її отримували дистиляцією розчину оленячих рогів та копит. Нюхальна сіль була поширена у вікторіанській Британії для опам'ятання знепритомнілих дам, у деяких місцях констеблі спеціально носили з собою коробочку з нюхальною сіллю для цієї мети. Солі могли бути розчинені в оцті або спирту разом з віддушкою. У цьому випадку таким розчином змочували губку, яку носили у спеціальній коробочці, яка звалася «вінегрет» (vinaigrette — від фр. vinaigre — «оцет»). Уживання нюхальних солей в аптечках першої допомоги було рекомендоване Британським Червоним Хрестом та Швидкою Допомогою Св. Іоанна під час Другої Світової війни.

## Фармакологічна дія
Найбільш поширені нюхальні солі на аміачній основі. Вони складаються з грудок вуглеамонієвої солі ((NH4)2CO3), зволожених нашатирним спиртом, з додаванням летких ароматних речовин (скипидару, лавандової, бергамотової олії, терпеніолу, ментолу, камфори). Нюхальна сіль виділяє аміак, який подразнює слизові оболонки носа та легень і спричинює вдихальний рефлекс. Аміак також збільшує частоту серцевих скорочень, кров'яний тиск, стимулює мізкову діяльність збудженням симпатичної нервової системи, в той час як непритомність викликають надмірна активність парасимпатичної нервової системи, зокрема активізація блукаючого нерва, яка зменшує частоту биття серця і перфузію мозку..
Кислі нюхальні солі містять грудки оцтовонатрієвої солі (ацетату натрію) або оцтовокалієвої солі (ацетату калію) змочені льодяною оцтовою кислотою (5-6 % ваги солі). Їх уживають при знепритомненні аналогічно оцту.

## У спорті
Нюхальна сіль уживається для опритомнення спортсменів, зокрема боксерів після нокаута з втратою притомності. На жаль, поширене уживання нюхальної солі як засобу допінгу, зокрема важкоатлетами, стронґменами (ломусами) та хокеїстами. Серед відомих спортсменів, які уживали нюхальні солі як допінг Філ Кессел, Олександр Овечкін, Тайлер Сегін, Сін Монаген, Дерік Брассар, Кейт Кінкейд, Ілля Ковальчук, Бретт Фарв, Пейтон Меннінг, Карлос Бузер, Самюель Ето'о, Давід Деарне, Том Бреді.

## Побічна дія
Аміак токсичний у великих концентраціях і при тривалому вдиханні може призвести до смертельного результату або викликати опіки слизових оболонок порожнини рота або носа. З огляду на це нюхальні солі містять невеликий відсоток аміаку. Уживання нюхальних солей під час спортивних змагань не рекомендується, бо спортсмени таким чином уникають професійної медичної допомоги та госпіталізації, якої можуть потребувати. Під час травми шийних відділів спинного мозку рефлекторне скорочення м'язів при вдиханні пари аміаку може посилити пошкодження.

## Приготування
Існує декілька різних способів приготування солі. Усі вони описані тут. Їх можна розділити на два типи. 
Суміші солей, які виділяють аміак при контакті з водою, яка знаходиться у повітрі. Основна небезпека таких сумішей, вони виділяють вуглекислий газ під час реакції. Це, в свою чергу, може спровокувати вибух ємності у разі нещільного закривання чи потрапляння води усередину. 
Нашатирний спирт з загущувачами (вата, поліакрилат натрію, альгінат натрію). Основна небезпека таких сумішей, це висока концентрація гідроксиду амонію (більше 25%). Оскільки вдихання великої кількості аміаку може спричинити зупинку дихання і смерть.

## Ароматичні нюхальні солі
Деякі нюхальні солі не містять аміачних чи оцтових сполук. Вони являють собою якийсь абсорбент (іноді кухонну сіль), просочений ароматичними оліями: лавандовою, лимонною, геранієвою, бергамотовою.

## У літературі
У ретроромані «Автомобіль із Пекарської» Андрія Кокотюхи у розділі «Клуб Доміно» згадується нюхальна сіль: «Десь є нашатир або нюхальна сіль, пані Ружено?…». Жінка втрачала свідомість і герої намагалися привести її до тями.

## Інше
Близькою формою є нюхальний порошок — суміш, призначена для уживання понюшками, на зразок нюхального тютюну. Такий порошок складається з борної кислоти, порошка кави, буркуну (іноді нюхального тютюну) з домішками ментолу, тимолу, бетолу. Уживається при нежитю.
Інша близька форма — «холодні папіроси». У трубці на довгому мундштуку між двома шарами вати (марлі) поміщають невеличку кількість ментолу або інших сильнопахучих речовин, і вдихають повітря, яке таким чином насичується їхнім запахом.